# Álvaro Mantilla
Álvaro Mantilla Pérez (Maliaño, Cantabria, 9 de mayo de 2000) es un futbolista español que juega como defensa central o lateral derecho en el Racing de Santander de la Segunda División de España.

## Trayectoria
Nacido en Muriedas, comenzó practicando el atletismo a temprana edad. Más tarde, se unió al fútbol base del Racing de Santander en 2015 procedente del Club Bansander. El 2 de agosto de 2019 fue cedido al C. D. Laredo de la Tercera División, debutando el 14 de septiembre en una victoria liguera por 3-0 frente a la U. D. Sámano. El 20 de marzo de 2022, ya de vuelta en el Racing, renovó su contrato con el club hasta 2024.
Debutó en Segunda División el 11 de septiembre de 2022 al partir como titular en una victoria por 2-0 frente al Sporting de Gijón, en el cual dio la asistencia del primer gol y salvo un gol del sporting bajo los palos.

## Clubes
Actualizado al último partido disputado el 12 de junio de 2025. Resaltada temporada en calidad de cesión.
| Club                         | Liga          | Temporada     | Liga  | Liga  | Liga   | Copas nacionales | Copas nacionales | Copas nacionales | Copas internacionales | Copas internacionales | Copas internacionales | Total | Total | Total  |
| Club                         | Liga          | Temporada     | Part. | Goles | Asist. | Part.            | Goles            | Asist.           | Part.                 | Goles                 | Asist.                | Part. | Goles | Asist. |
| ---------------------------- | ------------- | ------------- | ----- | ----- | ------ | ---------------- | ---------------- | ---------------- | --------------------- | --------------------- | --------------------- | ----- | ----- | ------ |
| C. D. Laredo · España        | 3.ª           | 2019-20       | 20    | 1     | 0      | 1                | 0                | 0                | —                     | —                     | —                     | 21    | 1     | 0      |
| C. D. Laredo · España        | Total club    | Total club    | 20    | 1     | 0      | 1                | 0                | 0                | 0                     | 0                     | 0                     | 21    | 1     | 0      |
| Racing de Santander · España | 2.ª B         | 2020-21       | 18    | 1     | 0      | —                | —                | —                | —                     | —                     | —                     | 18    | 1     | 0      |
| Racing de Santander · España | 1.ª RFEF      | 2021-22       | 27    | 1     | 0      | 2                | 0                | 0                | —                     | —                     | —                     | 29    | 1     | 0      |
| Racing de Santander · España | 2.ª           | 2022-23       | 14    | 0     | 1      | 1                | 0                | 0                | —                     | —                     | —                     | 15    | 0     | 0      |
| Racing de Santander · España | 2.ª           | 2023-24       | 23    | 2     | 0      | —                | —                | —                | —                     | —                     | —                     | 23    | 2     | 0      |
| Racing de Santander · España | 2.ª           | 2024-25       | 15    | 0     | 0      | 2                | 0                | 0                | —                     | —                     | —                     | 17    | 2     | 0      |
| Racing de Santander · España | Total club    | Total club    | 97    | 4     | 0      | 5                | 0                | 0                | 0                     | 0                     | 0                     | 102   | 4     | 1      |
| Total carrera                | Total carrera | Total carrera | 117   | 5     | 1      | 6                | 0                | 0                | 0                     | 0                     | 0                     | 123   | 5     | 1      |
| 1. 2. 3.                     |               |               |       |       |        |                  |                  |                  |                       |                       |                       |       |       |        |